# فاليري كورولنكوف
فاليري كورولنكوف، من مواليد 17 مايو 1939، وتوفي في 10 ديسمبر 2007، لاعب كرة قدم سوفييتي سابق.
شارك مع منتخب الاتحاد السوفييتي لكرة القدم بين عامي 1963-64 في خمس مباريات لم يسجل فيها هدفًا.

## وصلات خارجية
- فاليري كورولنكوف على موقع قاعدة بيانات كرة القدم.إي يو (الإنجليزية)
- فاليري كورولنكوف على موقع ناشيونال فوتبول تيمز (الإنجليزية)
- فاليري كورولنكوف نسخة محفوظة 16 فبراير 2020 على موقع واي باك مشين. على موقع RusTeam.permian.ru (الروسية)